# Großer Wünsdorfer See
Der Große Wünsdorfer See ist ein 180 Hektar umfassender See im Brandenburger Landkreis Teltow-Fläming. Er liegt rund vierzig Kilometer südlich von Berlin im Zossener Ortsteil Wünsdorf in der Nähe der Bundesstraße 96.

## Geologie und Etymologie
Das bis zu elf Meter tiefe Gewässer ist Bestandteil der Seenkette Wolziger See – Großer Wünsdorfer See – Kleiner Wünsdorfer See – Mellensee, die vom Mellensee über den Nottekanal in die Dahme abfließt. Die Seenkette liegt am südwestlichen Rand der Wünsdorfer Platte in der Töpchiner Talung, einer glazialen Rinne der Weichseleiszeit. An der südöstlichen Spitze fließt dem Großen Wünsdorfer See über einen Graben Wasser aus dem Wolziger See zu. Der rund drei Kilometer lange Wünsdorfer Kanal entwässert den See an seiner südwestlichen Spitze in den Mellensee. Ein weiterer Graben verläuft zum Kleinen Wünsdorfer See, der sich in rund 400 Metern Entfernung nordwestlich anschließt.

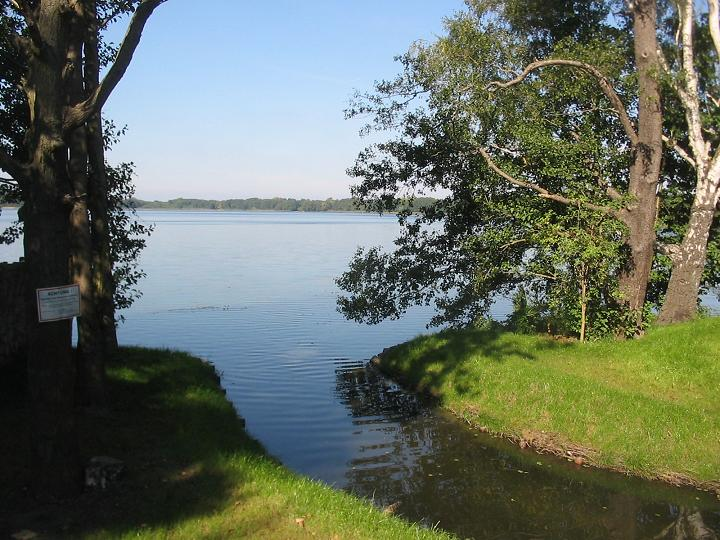
Zufluss des Wolziger Sees

Zwischen dem Großen und Kleinen Wünsdorfer See liegt einer der beiden historischen Ortskerne Wünsdorfs. Wahrscheinlich war das Gebiet zwischen den Seen bereits zu slawischer Zeit besiedelt. Der Name Wünsdorf leitet sich möglicherweise aus dem männlichen slawischen Personennamen Wojin ab.

## Freizeit und Ökologie
Der Große Wünsdorfer See ist touristisch nur wenig erschlossen. Ein rund acht Kilometer langer Rundweg, der zum Teil Bestandteil der Etappe 11 der 66-Seen Wanderung rund um Berlin ist, führt nur an wenigen Stellen direkt an das Gewässer heran. Direkten Zugang bieten unter anderem die Schwanenwiese am Südostufer und die Picknickwiesen am Südwestufer im Wünsdorfer Gemeindeteil Neuhof sowie insbesondere das Strandbad Zossen-Wünsdorf an der Nordspitze nahe dem alten Wünsdorfer Dorfkern. Das Bad hat einen langgestreckten Uferabschnitt mit einem kleineren aufgeschütteten Sandabschnitt, der an einem weit in den See ragenden Doppelsteg liegt. Auf einer weiten Liegewiese, die vereinzelt von Erlen und Eichen bestanden ist, gibt es ein Beachvolleyballfeld, eine Tischtennisplatte und einen Kinderspielplatz. Ferner stehen den Gästen ein Kiosk und sanitäre Anlagen zur Verfügung. Rettungsschwimmer sind nicht vorhanden.

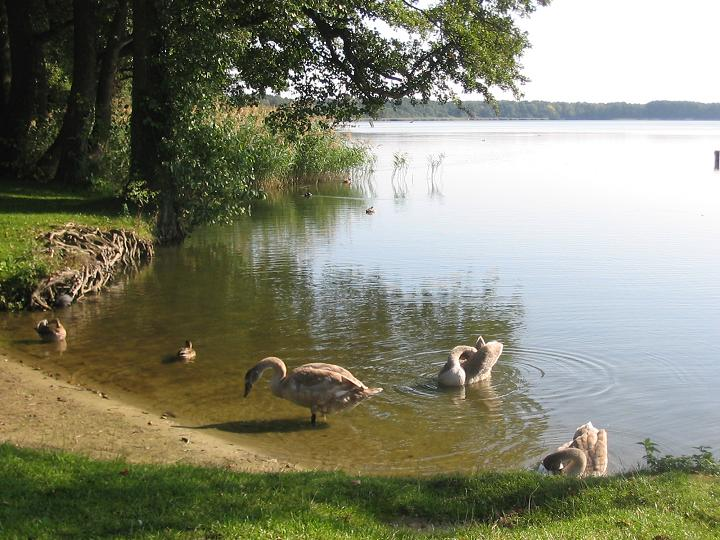
Am Strandbad

Durch eine hohe Eutrophierung ist das Wasser allerdings so trübe, dass die Behörden 2007 ein Badeverbot erwogen. Eine ökologische Bewertung, die die Universität Cottbus anhand der Fischfauna vornahm, ordnete das ungeschichtete, angebundene Gewässer auf einer Skala von eins bis acht der Seeklasse sieben zu. Der Volumenquotient (VQ), Maß für die Wirkung des Einzugsgebiets auf den Stoffhaushalt eines Sees, lag in dieser Untersuchung bei > 1,5.
Zur Fischfauna zählen Zander, Hechte, Aale und Schleie. An manchen Uferabschnitten findet sich die in Brandenburg vom Aussterben bedrohte und geschützte Kreuzotter. An das meist schilfbestande Ufer reicht, vor allem im südlichen und südwestlichen Bereich, ein dichter Mischwald aus Fichten, Erlen, Birken und Eichen heran. Streckenweise haben sich Erlenbrüche erhalten.